# Ярославичі (династія)
Ярославичі — старша гілка династії Володимировичів, що походить від трьох старших дітей Великого князя Київського Ярослава Мудрого від його другої дружини Інгігерди, донька шведського короля Улофа III, яка після хрещення отримала ім'я Ірина.
Після смерті Великого князя Ярослава 1054 року почались міжусобні війни за Київський престол. Брати Ізяслав Ярославич, Святослав Ярославич і Всеволод Ярославич об'єднались, і зуміли домовитись між собою, відтіснивши від трону всіх інших претендентів. Нащадки цих князів і склали гілку династії Ярославичів.
До Ярославичів належали молодші гілки династій:

- Ростиславичі — Галицька лінія, нащадки Володимира Ярославича
- Турово-Пінська лінія — нащадки Ізяслава Ярославича

- Чернігово-Сіверська лінія Святославичів Чернігівських та їхнє відгалуження-
  - Ольговичі — потомки Олега Святославича Чернігівського, які боролись за першість з іншими гілками Ярославичів, і претендували на Велико-Київський престол та Галицько-Волинські землі.
  - Давидовичі — нащадки Давида Святославича, ця лінія вигасла у другому поколінні.

- Мономаховичі — потомки Великого князя Київського Володимира Мономаха, представники молодшої гілки Всеволодовичів — нащадків Великого князя Всеволода Ярославича
  - Мстиславичі — сини і нащадки Мстислава Великого, молодша гілка Мономаховичів
    - Ізяславичі Волинські — княжий рід який походив від сина Ізяслава Мстиславича, та правив на Волині, в Галичі та спорадично в Києві.
      - Романовичі — потомки Романа Мстиславича Великого правили у Галицько-Волинському князівстві, Королівстві Руському, та недовго у Києві.

## Прямі нащадки
В більш широкому значенні до Ярославичів зараховують всіх нащадків князя Ярослава Мудрого:

від першої дружини: Ганни

- Ілля 1020 (?) — князь Новгородський.

від другої дружини: Інгігерди-Ірини

- Володимир Ярославич (1020—1052) — можливо був одружений з Одою, дочкою графа Леопольда зі Штаде біля Бремену;
- Ізяслав Ярославович (1024—1078) — в 1040 був одружений із Ґертрудою, дочкою польського князя Мешка II;
- Святослав Ярославич (1027—1076) — був одружений з Одою, онукою імператора Священної Римської імперії Генріха II;
- Всеволод Ярославич (1030—1093) — був одружений із Марією, дочкою Візантійського імператора Костянтина Мономаха; від шлюбу народився Володимир Мономах
- Ігор Ярославич (†1060) — одружений з німецькою принцесою Кунігунди, графинеї Орламіндською.
- В'ячеслав Ярославич (1034—1057) — був одружений з Одою Штаденською.
- Єлисавета Ярославна (Еллісіф) (†1076) — королева Норвегії, дружина короля Гаральда III Суворого, потім дружина короля Данії Свейна II Данського ;
- Анастасія Ярославна (Аґмунда) (†1097) — королева Угорщини, дружина короля Андраша І;
- Анна Ярославна (1032 — після 1075) — королева Франції, дружина короля Генріха І.
- Агата Київська — дружина англійського короля Едварда Вигнанця.